# 上海师范大学附属嘉善实验学校
上海师范大学附属嘉善实验学校又名嘉善县上师实验学校，是一所位于浙江省嘉兴市嘉善县的小学中学结合的学校。

## 历史
是由中国房地产商华夏幸福和上海师范大学合作共办的私立学校。地址位于台基路168号。学校于2018年9月正式开学。